# Sinal (semiótica)
Sinal é um signo "causado ou utilizado especialmente para suscitar uma reação pré-combinada e acordada, quer em grupo, quer individualmente, sob a forma de manifestações definidas da atividade humana".
Os sinais são signos que "levam os homens a uma ação, levam-nos a fazer ou não fazer alguma coisa. […] O sinal é resultado de acordo explícito, válido para um certo grupo de pessoas; seu propósito é o de modificar, iniciar ou sustar uma ação; só é usado quando se pretende provocar o comportamento humano que ele deve suscitar."
Exemplos de sinais são: os sinais de trânsito, o apito do juiz que paralisa o jogo, a sirene que faz começar ou parar o trabalho, etc. 